# Université de Guam
L'université de Guam (en anglais, University of Guam ou Unibetsedåt Guåhan en chamorro ; couramment abrégée en UOG) est une université, située dans le village de Mangilao à Guam.

## Personnalités liées

### Anciens étudiants
- Jacob Nena, ancien président des États fédérés de Micronésie
- Emanuel Mori, ancien président des États fédérés de Micronésie
- Pedro Tenorio, ancien gouverneur des Îles Mariannes du Nord
- Ruben Zackhras, ancien président des Îles Marshall